# 甲后線
甲后線，是計畫在臺灣臺中市興建的鐵路支線，為臺中市政府「臺中山手線計畫」中的一部分，預估經費約新台幣273億元。

## 路線資料
- 路線距離：大甲＝后里13.4公里[1]
- 軌距：1,067毫米
- 車站數：5
- 雙線區間：全線
- 電化區間：全線25KV交流電

## 車站一覽
臺中市政府於2015年8月公布之計畫如後：
| 車站名稱 | 車站名稱 | 營業里程 （大甲起） | 備註               | 所在地 | 所在地 |
| 中文     | 英文     | 營業里程 （大甲起） | 備註               | 所在地 | 所在地 |
| -------- | -------- | ------------------- | ------------------ | ------ | ------ |
| 大甲     | Dajia    | 0.0                 | 接續海岸線         | 臺中市 | 大甲區 |
| 外埔     | Waipu    | 3.35                | 計畫中             | 臺中市 | 外埔區 |
| 月眉     | Yuemei   | 6.95                | 計畫中             | 臺中市 | 后里區 |
| 后科     | Houke    | 11.15               | 計畫中             | 臺中市 | 后里區 |
| 后里     | Houli    | 13.4                | 接續臺中線、舊山線 | 臺中市 | 后里區 |

## 歷史

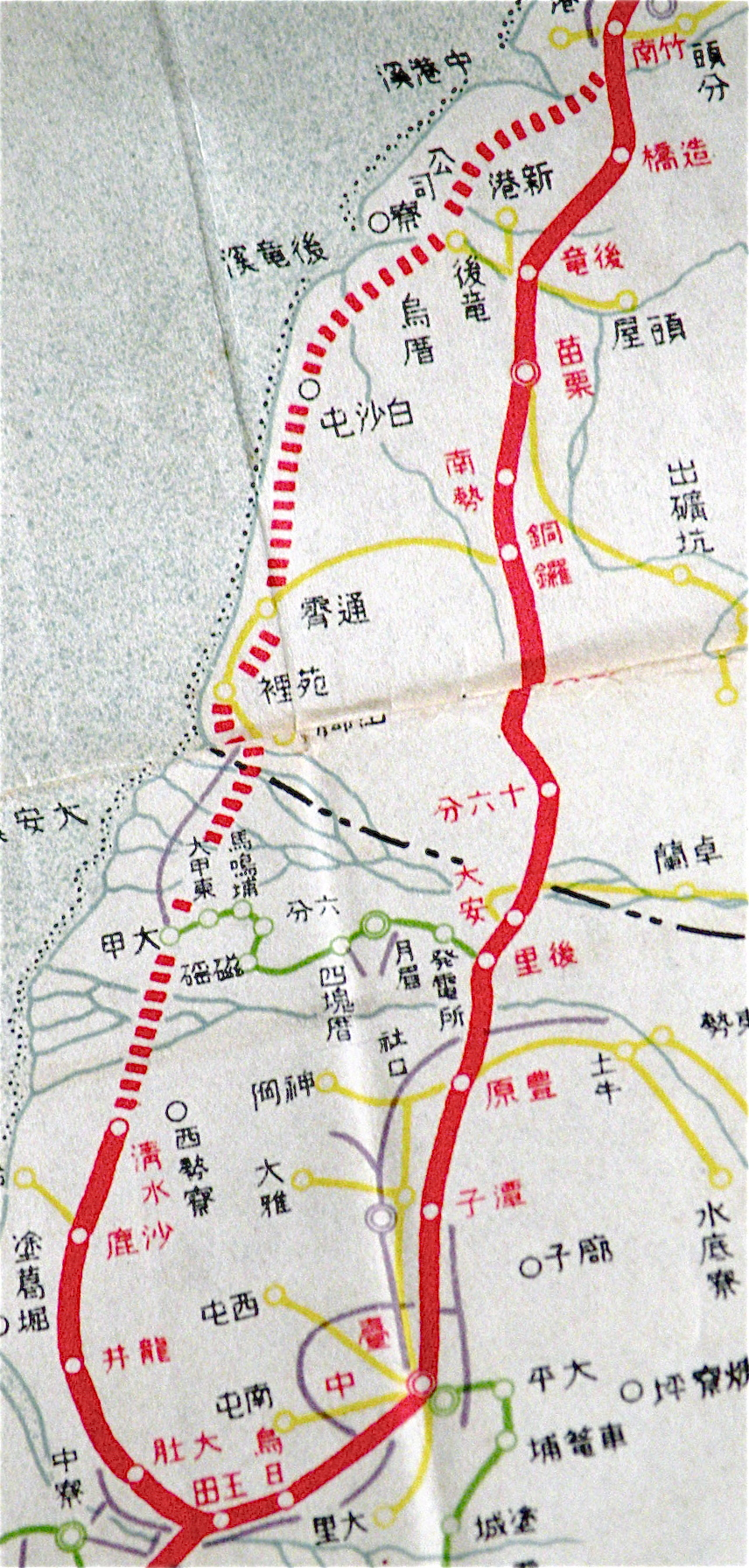
1920年鐵道圖：當時海線仍在興建中，而大甲后里間有糖鐵

在過去大甲與后里間的鐵道就已經出現，係由大日本製糖株式會社經營，明治45年 （1912年）7月1日大安＝后里（當時稱後里）間開始營業，比1922年全線通車的海線還早，是當時大甲對外的主要聯絡線。戰後此線由臺灣糖業公司經營，稱為后甲線，後因公路汽車競爭而停辦客運。
臺中市政府建議臺灣鐵路管理局（略稱臺鐵或臺鐵局，現改制為臺灣鐵路公司）設置臺鐵山海環線（原規劃的臺中捷運黃線），由后里車站分支，經外埔直抵大甲，預估經費約近新臺幣230億元。鐵路局目前已經推動「臺中地區外圍鐵路環線可行性評估」，評估案期中報告書已經於2011年9月審查通過，於2012年1月18日召開期末報告（修正一版）審查會議，並於2012年5月22日召開第2次期末報告書（修正四版）審查會。
2015年12月台中市政府陳報中華民國交通部辦理可行性研究審查作業。
2016年3月 交通部通過可行性審查，轉送中華民國國家發展委員會進行審查作業。
2018年9月21日將可行性研究報告陳報交通部，交通部在2018年11月9日陳報行政院。
2019年1月22日國發會以山手線計畫不符合交通部所頒「鐵路平交道與環境改善建設及周邊土地開發計畫審查作業要點」的規定，其中「與審查要點意旨仍有未合」有22項，且對於財務分擔及工程單價造價等，也沒有充分說明，行政院發函回復交通部，請台中市政府修正計畫並補件。
2019年3月19日台中市政府函送修正後的山海環線計畫至交通部，正由交通部鐵道局審查。根據台中市政府提出的修正計畫，山海環線總經費增加5億元，約從709億元增至714億元，主要是物價變動調整，同時台中市政府另有附帶函件，希望中央政府協助全額補助山海環線所需經費。
2019年7月30日，可行性研究報告修正後再次送至交通部審查。。
2019年10月8日，交通部訂於召開委員審查會議。
2019年10月8日，交通部召開審議後請臺中市政府重新修正。

## 外部連結
- 臺中市政府交通局（繁體中文） （页面存档备份，存于）
- 臺中市政府捷運工程局 （繁體中文） （页面存档备份，存于）
- 大中環MAP-全 （页面存档备份，存于）臺中市政府交通局，2014-03-12
- 山海環線圖-臺中市政府交通局 （页面存档备份，存于）
- 交通局召開「臺鐵山海環線與海線鐵路高架雙軌化」說明會，聽取地方意見
- 臺中市政府交通局捷運工程處-市府捷運七線辦理情形